# Wolfenburg

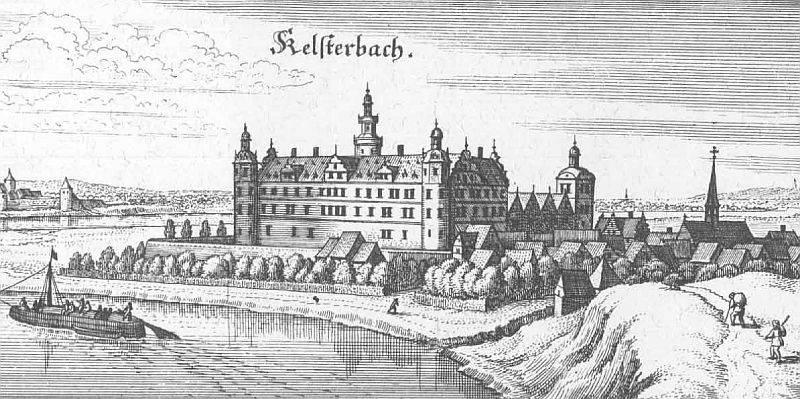
Wolfenburg – Auszug aus der Topographia Hassiae von Matthäus Merian, 1655

Die Wolfenburg (auch: Schloss Kelsterbach) ist ein ehemaliges Schloss in der hessischen Stadt Kelsterbach. Der stattliche Bau mit seinen vier Ecktürmen lag nördlich des Dorfes unweit des Mainufers.

## Geschichte
Die Wolfenburg wurde zwischen 1564 und 1580 durch den Besitzer von Kelsterbach, Graf Wolfgang von Ysenburg-Ronneburg, im Stil der Renaissance erbaut. Für den Bau des Schlosses hatte er den Baumeister Georg Rubin verpflichtet.
Während des Dreißigjährigen Krieges wurde das Schloss 1639 ausgeraubt und schwer beschädigt. Nicht zuletzt wegen des großen finanziellen Aufwandes wurde auf die Wiederherstellung des Gebäudes verzichtet und es verfiel langsam. Ab 1789 befand sich im Keller der Ruine ein Teil der Kelsterbacher Porzellanmanufaktur. Schließlich erwarb 1809 der Weinhändler und spätere Bürgermeister Georg Schenk das Gelände und errichtete über dem ehemaligen Schlosskeller eine klassizistische Stadtvilla.

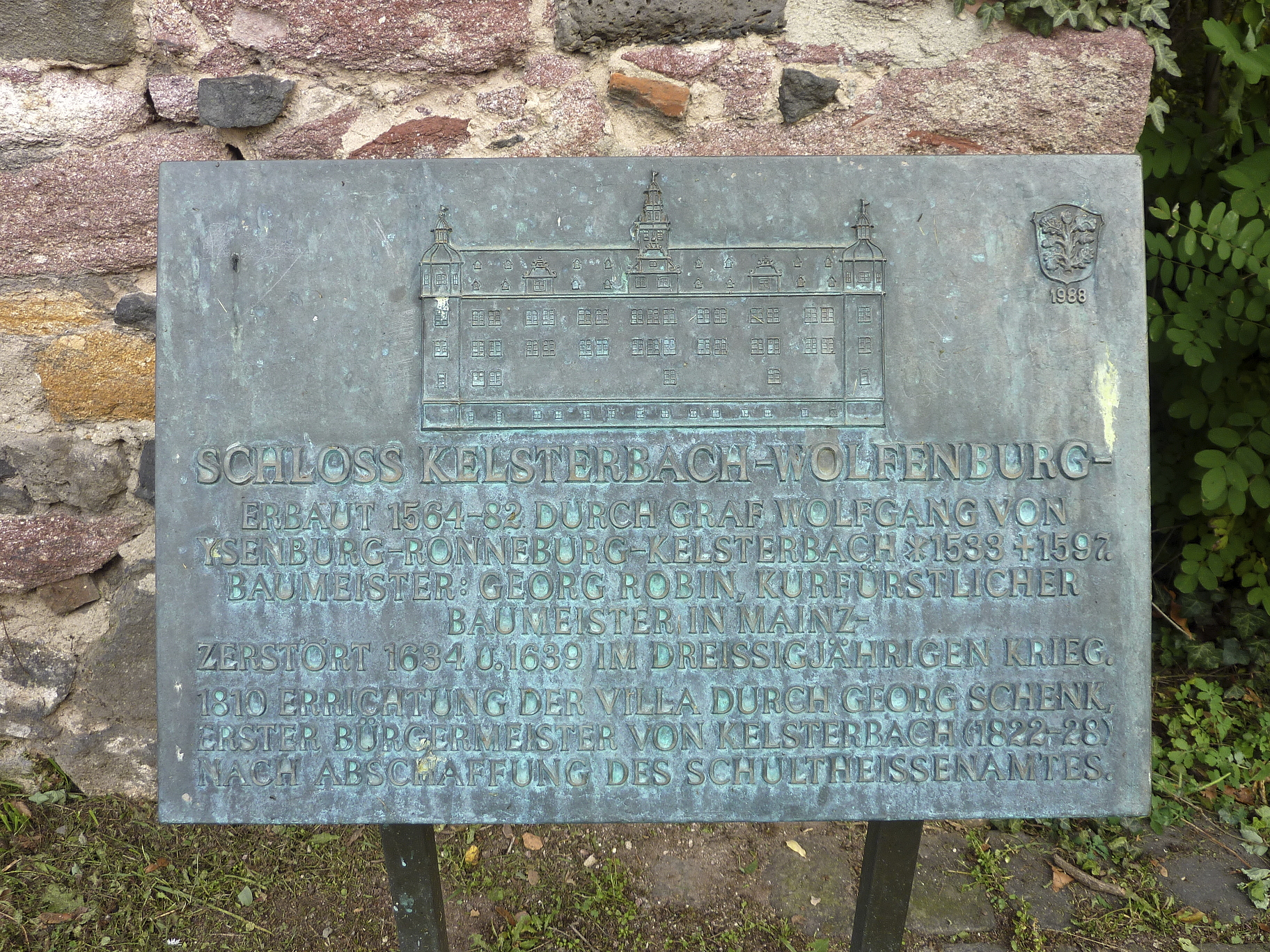
Plakette der Stadt Kelsterbach an einem Mauerrest der Wolfenburg
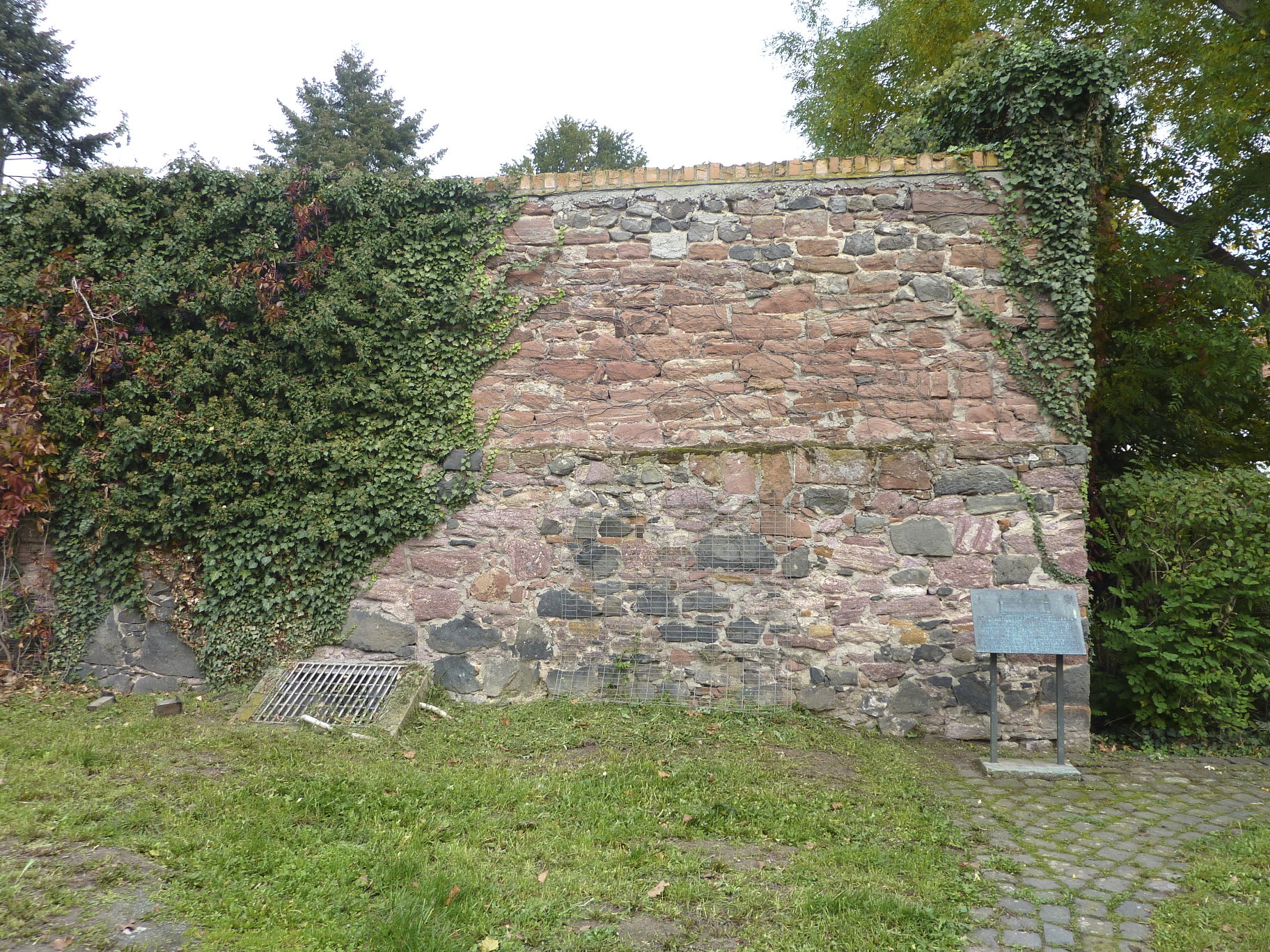
Erhaltener Mauerrest
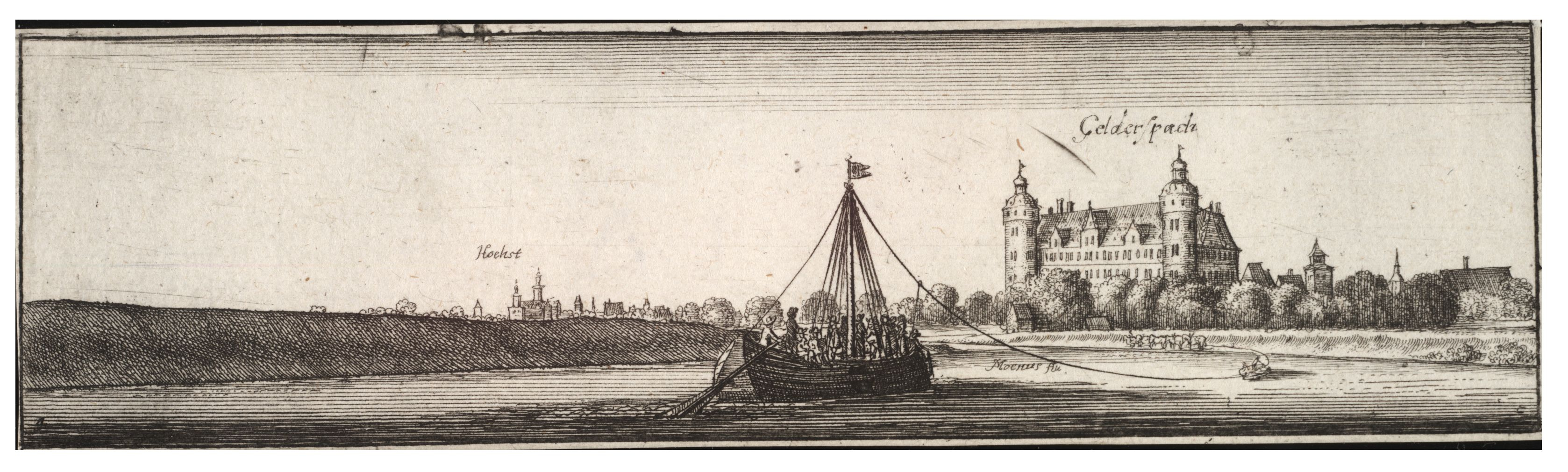
Zeichnung von Wenzel Hollar